# 크스트브이
크스트브이(바시키르어: ҡыҫтыбый, 타타르어: кыстыбый, 추바시어: хĕстнĕпай)는 러시아의 바시키르 공화국과 타타르 공화국에서 특히 유명한 납작빵이다. 크스트브이 속에는 많은 종류의 소가 들어갈 수 있다. 크스트브이는 발효되지 않아야만 "크스트브이"로 불릴 수 있다. 크스트브이 속에 넣는 소 가운데 가장 유명한 것은 으깬 감자이지만  라구나 잡곡이 들어갈 수도 있다. 마치 만두와 같이 크스트브이는 소를 넣은 뒤 반으로 접힌다. 반으로 접은 후 버터를 크스트브이에 바르기도 한다.

## 같이 보기
- 러시아 요리
- 납작빵
- 바시키르 공화국